# Battaglia di Milliken's Bend
La Battaglia di Milliken's Bend, combattuta il 7 giugno del 1863, fece parte della Campagna di Vicksburg pur inserendosi nell'ambito del Teatro Trans-Mississippi della guerra di secessione americana. Il generale confederato John Clifford Pemberton e il suo esercito rimasero imprigionati nell'assedio di Vicksburg, nel Mississippi, dal comandante dell'Union Army, il  maggior generale Ulysses S. Grant e dalla sua Armata del Tennessee.
Nel tentativo di tagliare la linea dei rifornimenti di Grant e di dare così un po' di sollievo alla città di Vicksburg (Mississippi), i confederati attaccarono l'area dell'approvvigionamento dell'Unione a Milliken's Bend nella Louisiana. La zona, situata 15 miglia a Nordovest di Vicksburg, fino a poco tempo prima era servita come area di sosta per le truppe unioniste impegnate nell'assedio.
Si trattava di un sito di depositi di mezzi e viveri e un campo ospedaliero, molti dei quali presidiati e sorvegliati dalle United States Colored Troops; alcuni dei suoi appartenenti erano stati recentemente arruolti come liberti.
Sebbene sia una battaglia relativamente minore, si ricorda per il ruolo preminente giocato dai soldati afroamericani che, nonostante mancassero ancora di un livello adeguato di addestramento militare, combatterono coraggiosamente e alla fine respinsero i confederati grazie all'aiuto delle cannoniere unioniste giunte in soccorso.